# Ashley Gerasimovich
Ashley Elizabeth Gerasimovich (New York, 1º febbraio 2004) è un'attrice statunitense.
È nota principalmente per il suo ruolo di Delilah Parker nella serie TV The Detour del canale statunitense TBS. Il suo primo ruolo importante è la parte di Jane nella serie televisiva Louie di FX.

## Biografia
Gerasimovich nacque a New York City.
Debuttò nel mondo dello spettacolo nella serie del 2009 Mercy. Successivamente interpretò Samantha Wilson nel film biografico di Doug Liman del 2010 Fair Game.
Tra gli altri film noti con una sua partecipazione sono inclusi We Need to Talk About Kevin (2011), The Stand Up (2011) e Take Me to the River (2015).

## Filmografia

### Film
| Anno | Titolo                      | Ruolo           | Note       |
| ---- | --------------------------- | --------------- | ---------- |
| 2010 | Fair Game                   | Samantha Wilson |            |
| 2011 | We Need to Talk About Kevin | Celia           |            |
| 2011 | Ashley                      | Ashley          | Short film |
| 2011 | The Stand Up                | Claire          |            |
| 2015 | Take Me to the River        | Abbey           |            |
| 2015 | Keep In Touch               | Young Annie     |            |
| 2017 | A Different Sun             | Nina            |            |

### Televisione
| Anno         | Titolo                             | Ruolo          | Note        |
| ------------ | ---------------------------------- | -------------- | ----------- |
| 2009         | Mercy                              | Katy Flanagan  | 1 episode   |
| 2010         | Louie                              | Jane           | 4 episodes  |
| 2010         | This Little Piggy                  | Zoie Graham    | TV Movie    |
| 2012         | 30 Rock                            | Child          | 2 episodes  |
| 2013         | Secret Lives of Husbands and Wives | Kiki Dunn      | TV Movie    |
| 2013         | Blue Bloods                        | Claire         | 1 episode   |
| 2014         | Deadbeat                           | Amber          | 1 episode   |
| 2014         | The Heart, She Holler              | Young Hurshe   | 1 episode   |
| 2016–present | The Detour                         | Delilah Parker | 28 episodes |